# Phaleria cadaverina
Phaleria cadaverina is een keversoort uit de familie van de zwartlijven (Tenebrionidae). De wetenschappelijke naam van de soort is voor het eerst geldig gepubliceerd in 1792 door Fabricius.